# Provincia de San Juan (República Dominicana)
San Juan es una de las 32 provincias de la República Dominicana. Con aproximadamente 3363 km², es la provincia más grande del país. Está ubicada en la región del valle, y limita con las provincias de Bahoruco al sur, Azua al este, La Vega, Santiago, y Santiago Rodríguez al norte, y Elías Piña al oeste.

## Geografía
Comprende una superficie total de 3569,39 km², siendo la provincia más grande de la República Dominicana, y según el censo 2022 contaba con una población de 244 668 habitantes. Es atravesada por numerosos ríos, entre los que destacan el río San Juan, el río Yaque del Sur, el río Sabaneta, el Macasías y el Mijo.
Cuenta con tres presas hidroeléctricas, la de Sabaneta, la de Sabana Yegua y Palomino esta última inaugurada en el 2013.
Dentro del territorio provincial existen tres parques o zonas protegidas, incluyendo el parque Juan Ulises García Bonelly, y los parques nacionales José Armando Bermúdez y José del Carmen Ramírez.
En la zona de Las Matas de Farfán destaca un manantial de aguas sulfurosas, la Zurza, muy visitado por el turismo regional.
La provincia San Juan se localiza en la denominada Región del Valle junto a las Provincias: Elías Piña y Azua. Es un territorio intramontano, que no posee costa marina, limita al norte con las Provincias de Santiago Rodríguez y Santiago; al sur con Bahoruco; al este con Azua, La Vega al Noreste, y al oeste con la Provincia de Elías Piña.
Sus principales alturas son Pico Duarte y La Pelona.

## Hidrología
En la provincia de San Juan, el río principal es el Yaque del Sur, el cual incluye al río San Juan y sus principales afluentes: Mijo, Los Baos, Jínova, Yábano, Loro, Doña María, Maguana y Dajay. Este río se forma a partir de tres afluentes: Las Cuevas, el Río del Medio (también conocido como Grande de Constanza) y el Yaque, que se origina de los ríos Yaquesillo y Macutico (Blanco). El Yaque del Sur nace en la Cordillera Central y fluye hasta desembocar en la bahía de Neiba, con una longitud de 200 km. Por su parte, el río San Juan, que también tiene su origen en la misma cordillera, recorre 100 km hasta unirse con el Yaque del Sur, lo mismo ocurre con el río Los Baos.
Estos ríos fluyen principalmente hacia el este de la provincia. En el oeste, el río Caña, afluente del río Macasías, es el principal cuerpo de agua.
Estos ríos abastecen los acueductos que proporcionan agua potable a las comunidades locales. Además, el agua de estos ríos se utiliza en sistemas de riego y en la generación de energía mediante presas hidroeléctricas..

### Embalses y presas

#### Embalse de Sabaneta
- Tipo de presa: Tierra
- Altura de la presa: 70.00 m.
- Río: San Juan
- Elevación corona de la presa: 654.00 m s. n. m.
- Longitud corona de la presa: 870.00 m.
- Elevación cresta del vertedor: 644.00 m s. n. m. (servicio) y 647.50 m s. n. m. (emergencia)
- Tipo de vertedor: Cimacio, cresta libre
- Capacidad vertedor: 880.00 m³/s (servicio) y 2750.00 m³/s (emergencia)
- Nivel máximo extraordinario: 652.00 m s. n. m.
- Nivel mínimo de operación: 612.00 m s. n. m.
- Capacidad de almacenamiento total: 77.00 mmc
- Área de cuenca hidrográfica: 464.00 km²
- Capacidad instalada: 6.40 MW

## Origen de la población
Los pobladores que forjaron estas villas juntos a los criollos fueron de origen español, alemán, holandés, africano y árabe. Durante el siglo XVIII y XIX San Juan fue un puente para la actividad comercial entre Haití y el resto de la isla. Igualmente, el paso natural de intercambio de ganado por mercancía, entre el este y el oeste.
Al final del siglo XIX y principio del siglo XX se formó una colonia libanesa muy activa en actividades comerciales.
La Maguana en la actualidad es el poblado dominicano que conserva la mayor presencia de genotipos heredados de los indios tainos.

## Municipios y distritos municipales

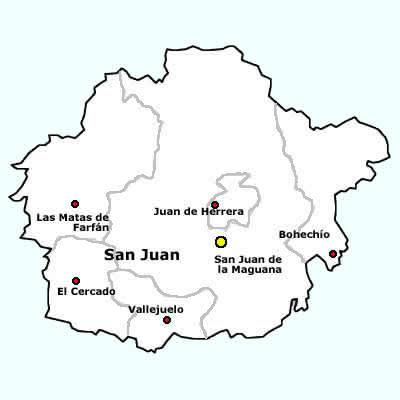
Municipalidades de la provincia San Juan.

La provincia de San Juan está dividida en seis municipios y 18 distritos municipales (D.M), los cuales son:
- San Juan de la Maguana (capital provincial)
  - El Rosario (D.M.)
  - Guanito (D.M.)
  - Hato del Padre (D.M.)
  - La Jagua (D.M.)
  - Las Maguanas-Hato Nuevo (D.M.)
  - Las Charcas de María Nova (D.M.)
  - Las Zanjas-El Batey (D.M.)
  - Pedro Corto (D.M.)
  - Sabana Alta (D.M.)
  - Sabaneta (D.M.)
- Juan de Herrera
  - Jínova (D.M.)
- Bohechío
  - Arroyo Cano (D.M.)
  - Yaque (D.M.)
- El Cercado
  - Batista (D.M.)
  - Pinar Grande (D.M.)
  - Derrumbadero (D.M.)
  - Carrera de Yeguas (CarreYegua) (D.M.)
  - Matayaya (D.M.)
- Vallejuelo
  - Jorjillo (D.M.)
- Las Matas de Farfán (segunda ciudad provincial más importante)

## Historia

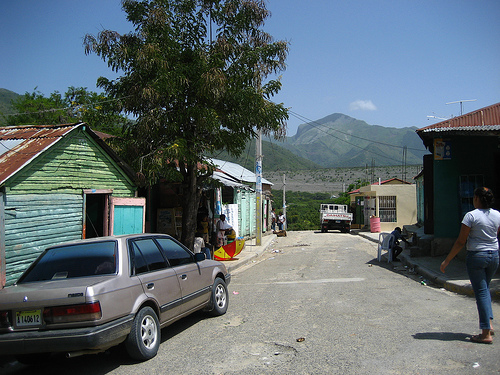
Calle de Sabaneta, en la provincia de San Juan

En la época del descubrimiento, la región de San Juan era uno de los cinco cacicazgos taínos en que se dividía la isla de Quisqueya. El cacicazgo de Maguana o Maguanó, con centro cerca de la actual capital, en Juan de Herrera, era gobernado por el cacique Caonabo.
En 1503 Nicolás de Ovando funda la ciudad de San Juan de Maguana, en honor de San Juan Bautista; en 1508 se le otorga por real cédula el título de villa con su escudo de armas.
En 1605, a raíz de las mudanzas de poblaciones y devastaciones encaradas por el gobernador de Santo Domingo, Antonio de Osorio, los habitantes de San Juan pasan a ocupar Bayaguana, al norte de Santo Domingo, junto con el resto de los españoles desarraigados de las zonas despobladas.

### El eclipse y resurgimiento de San Juan
A pesar de sus ingenios, San Juan de la Maguana estuvo eclipsada un largo período de su historia. Este problema no afectó exclusivamente a la zona, sino que se manifestó en la mayoría de las villas que se encontraban alejadas de la ciudad de Santo Domingo. Este fenómeno comenzó a darse a partir de 1528. En una relación escrita por Juan Echagoian, acerca del estado de la isla en 1568, éste no menciona a la villa de San Juan, lo que da a entender que ya para entonces había dejado de tener significación urbana.
En 1606, las personas que aún quedaban dispersas en hatos en la zona sanjuanera, fueron trasladadas hacia Azua, quedando aquel paisaje prácticamente despoblado. No fue sino a finales del siglo XVII cuando se inició la repoblación de San Juan de la Maguana. El siglo XVIII fue determinante para el desarrollo de esta. En 1739 la población de la villa llegaba apenas a 110 vecinos, de acuerdo con una relación hecha por el arzobispo Domingo Álvarez. En las postrimerías de ese siglo, ya esta población era de unos 4500 habitantes, según apunta Antonio Sánchez Valverde. El resurgimiento del poblado de San Juan se produjo en 1733, de acuerdo con Carlos Esteban Deive en su libro Las emigraciones canarias a Santo Domingo. En tal sentido, dice este autor que el resurgimiento de San Juan “consintió en la reunión de todos los hateros y agricultores que vivían dispersos por dicho valle, a los que se unieron algunos vecinos procedentes de Azua.” Con respecto al aporte poblacional de esta última comarca, es importante señalar que después del terremoto de noviembre de 1751, de ella salieron familias a habitar en el valle de San Juan. En una comunicación del cabildo de Azua al rey de España, fechada el 23 de abril de 1756, se lee que a consecuencia del traslado del asiento donde se encontraba la villa destruida, hubo personas que prefirieron trasladarse a San Juan por considerar inapropiado el lugar escogido para el nuevo poblado. En una parte de la carta se lee lo siguiente: 
“... con la huida de la gente de este nuevo sitio, se ha ocasionado "haberse levantado dos pueblos, los que nombramos San Juan y Neiba, los cuales estos dos pueblos eran valles de donde nos venía nuestra manutención, y así no es bien que vayan en aumento estos dos pueblos: lo cual todo este tiempo sólo se había permitido un capellán para una urgencia, pero no un curato, porque ni ellos lo hubieran pretendido, ni nuestros antecesores lo hubieran consentido, y ahora, por la mudanza del pueblo, por no venir la gente de los dos valles a la villa", han pretendido tener cura y se los han dado, "porque los jueces de la ciudad de Santo Domingo, tanto Presidente como Audiencia, en habiendo plata, a lo imposible hacen posible".
En la postrimería del siglo XVIII se advertía un verdadero auge poblacional en la zona, como consecuencia del intenso negocio con la colonia francesa en Haití. En toda la extensión del valle de San Juan, incluyendo áreas que actualmente pertenecen a la provincia Elías Piña como Bánica, había cerca de 25 mil habitantes, una población similar a la que había en la ciudad de Santo Domingo y unos mil habitantes menos que en Santiago, que era para entonces la zona más poblada del país. Fue en esos tiempos en que se formaron lugares como Las Matas de Farfán y Pedro Corto. 
Las necesidades políticas y económicas se confundieron a la hora de promover la repoblación del valle de San Juan. Por un lado, era indispensable crear poblados en la zona para frenar el avance de los franceses a los territorios de la colonia española. Además, era no menos cierto que el auge de las actividades económicas en la parte francesa de la isla, era un poderoso imán que atraía personas para aprovechar las inmensas riquezas ganaderas, vacas, chivos y caballos que pastaban sin dueños, en el inmenso valle, que siempre tuvo fama de ser un lugar salubre para las gentes. En algunos reportes de la época, escritos por viajeros que visitaron la zona del valle de San Juan, como el francés Daniel Lescallier, se dice que en 1764 la aldea de San Juan tenía “bastante importancia por el gran número de hatos o fincas ganaderas que la rodean y por la multitud de ganado vacuno y de caballos que se alimentan del pasto que crece de manera natural en sus bellas sabanas.” Más adelante, Lescallier acota que en el valle no se veía ninguna clase de cultivo, lo que deja claro que la ganadería era su principal actividad económica.

## Cronología
- 1605- A consecuencia de las devastaciones llevadas a cabo por Osorio, los habitantes de San Juan pasan a ocupar Bayaguana.

- 1687- El licenciado Gregorio Santillana remite a la Corona española una solicitud de repoblación de San Juan de la Maguana, tomando en cuenta la fertilidad de sus tierras.

- 1780- Es fundada a orillas del río Macasías la comunidad de Las Matas de Farfán.

- 1845- Es fundada por el general Pedro Santana, la comunidad de El Cercado.

- 1855- Ocurre la batalla de Santomé, el 22 de diciembre, entre el ejército dominicano al mando del general José María Cabral y el ejército haitiano, dirigido por el emperador Faustino Soulouque resultando victoriosos los dominicanos.

- 1861- El 4 de julio es fusilado en el cementerio de San Juan de la Maguana el prócer Francisco del Rosario Sánchez, junto a 21 de sus compañeros, por sentencia del día anterior de un tribunal impuesto por Pedro Santana.

- 1916- En los inicios de la primera invasión norteamericana, las tropas invasoras cercan a San Juan de la Maguana con alambres de púas y procedieron a desarmar la población, lo que provocó protestas.

- 1919- Se trae a las Matas de Farfán el primer vehículo de motor propiedad de Antonio Bera, iniciándose el transporte vehicular a Santo Domingo en 1922.

- 1938- Cuando se erige la provincia Benefactor, San Juan de la Maguana pasó a ser común cabecera de dicha provincia.

- 1962- Ocurre la masacre de Palma Sola, llevada a cabo por tropas militares en contra de seguidores de Olivorio Mateo.

También está la plaza ceremonial indígena el “Corral de los Indios” en Juan de Herrera, donde en la época precolombina se practicaba el areíto, baile que era llevado a cabo por Anacaona.
Asimismo las cuevas de Catanamatías, un lugar en las Matas de Farfán que consiste en un complejo cavernario con cavernas que se intercomunican, con las cuevas de San Francisco en Bánica, y las de Ceboruco en Sabaneta según estudios geológicos realizados.
Cabe destacar el lugar histórico llamado Cerro de las Bóvedas que es quizás el lugar donde han sucedido los más variados hechos históricos y a la vez sitio de descanso eterno de personalidades de la historia dominicana. En este cerro fue enterrando el general José María Cabral, también fue lugar de batalla en la guerra civil de 1912 entre bolos y coludos nombres de las tropas de Juan Isidro Jiménez y Horacio Vásquez.

## Toponimia
La provincia toma el nombre de la ciudad de San Juan de la Maguana, cuyas dos primeras palabras fueron puestas en honor al evangelista de Jesucristo llamado San Juan y la última palabra, Maguana, proviene del lenguaje indígena, y significa Vega Pequeña.[cita requerida]

## Tradición
Las fiestas patronales son un elemento de importancia en la tradición sanjuanera.
En San Juan de la Maguana, municipio cabecera se celebra la fiesta de San Juan Bautista el 24 de junio. En las Matas de Farfán las fiestas dedicadas a Santa Lucía el 13 de diciembre en El Cercado la de San Pedro el 29 de junio y la de La Altagracia el 21 de enero.
También en Vallejuelo las de San Andrés y Las Mercedes el 24 de septiembre, en Juan de Herrera la de la Virgen de la Altagracia y las de Boechío dedicadas a San Antonio el 13 de junio.
Durante las fiestas se celebran diversos juegos, caravanas y desfiles a caballo, en honor a San Juan Bautista, considerado santo patrón de los caballos; También se realizan otras actividades típicas como: el palo encebao, atabales, fiestas de palos, el chivo enterrao, carreras en saco, el baile de la cinta e intercambios culturales y deportivos.
En San Juan perduran las creencias mágico-religiosas como la influencia de hechiceros, galipotes, vacás y el “mal de ojo”.
En el aspecto culinario, San Juan se ha caracterizado por sus platos típicos como el chivo guisado picante, chenchén, chacá, rancho o sancocho de habichuelas y el estofado de guinea.

## Economía
La economía de San Juan es tradicionalmente dirigida por las actividades ganadera y agrícola. Se le ha dado el título de “granero del sur” por su apreciable producción de granos como arroz, maíz, maní, sorgo, habichuela (frijoles), guandules (gandules), así como yuca, batata, cebolla y hortalizas.
San Juan produce más del 90 % de las habichuelas, el 84 % del maní, el 31 % del maíz, el 35 % del guandul, el 20 % de la cebolla, el 36 % de la batata que consume la población dominicana. La creciente ganadería lechera constituye la otra actividad económica que ha desarrollado la región, su leche es extraída y utilizada para fabricar diferentes variedades de quesos y yogur.
La provincia cuenta con un excelente potencial ecoturístico, al poseer el Pico Duarte, el Valle de San Juan el más extenso valle intramontano del país, las Presas de Sabaneta, Sabana Yegua y Palomino, la Plaza Ceremonial Indígena y por compartir la Cordillera Central y la sierra de Neiba.
Además actualmente existe una empresa local privada Explomarca S.A., la cual extrae travertino en la Trinchera, provincia San Juan. 
Otra fuente de ingreso para los residentes son los diversos negocios formales e informales como panaderías, sastrerías, laboratorios clínicos, consultorios médicos, farmacias, un mercado, hoteles, galleras, bares y actividades que tienen que ver con servicio de transportación, entre otros.